# Мытищинский историко-художественный музей
Мыти́щинский исто́рико-худо́жественный музе́й —  центральный музей городского округа Мытищи. Открыт в 1962 году.

## История и экспозиция
Музей открыт 4 декабря 1962 года. С 1987 года музей располагается в отдельном здании (на первом этаже). Постоянная экспозиция размещена в семи залах, ещё в двух организуются сменные художественные выставки. Основная часть действующей экспозиции при частичных изменениях и дополнениях существует с 1987 года.
- Зал 1 — Исторический. С археологическими находками из различных памятников Мытищинского района можно ознакомиться в первом зале музея. История края уходит далеко в глубь веков. В черте города Мытищи находится старинное село Тайнинское (ранее Тонинское), известное с начала XV века, — наследственная вотчина великих московских князей и российских государей, служившее им загородной резиденцией. Это подмосковное село было любимой усадьбой Ивана Грозного, одним из центров опричнины. Часто бывал здесь по пути на богомолье в Троице-Сергиеву лавру царь Алексей Михайлович, отдыхая в специально выстроенном «путевом дворце». В экспозиции музея представлены материалы по средневековой истории Мытищинского края.

Документальные материалы рассказывают о строительстве первого московского самотечного водопровода (1779—1804 годы), давшего столице отменно вкусную питьевую воду из знаменитых мытищинских ключей, которых было в изобилии в верховьях р. Яузы.
- Зал 2 — Экспозиция второго зала музея посвящена усадьбам Мытищинского края, хранящим память об известных деятелях российской истории и культуры XVIII—XX веков. Уникален по красоте дворцово-парковый комплекс усадьбы Марфино, принадлежавший в разное время представителям знатных аристократических фамилий — Голицыным, Салтыковым, Паниным. В усадьбе бывали писатель и историк Н. М. Карамзин, поэты И. И. Дмитриев, В. Л. Пушкин.

Имения Никольское-Прозоровское и Рождествено-Суворово принадлежали семье выдающегося полководца А. В. Суворова. В Мышецком жил и писал свои мемуары поэт и герой войны 1812 года Д. В. Давыдов. В Виноградове два года провел баснописец И. А. Крылов, здесь же бывали В. Н. Татищев, Г. Р. Державин, многие литераторы конца XVIII — начала XX века. Усадьбой Витенево 15 лет владел М. Е. Салтыков-Щедрин, работавший здесь над произведениями «История одного города», «Господа Головлевы» и другими. В гостях у писателя бывали Н. А. Некрасов, И. С. Тургенев, А. Н. Плещеев, издатель А. С. Суворин. В имении Любимовка начиналась творческая деятельность выдающегося театрального режиссёра К. С. Станиславского (Алексеева). А. П. Чехов работал здесь над пьесой «Вишневый сад». Пребывание в Мытищах Л. Н. Толстого нашло отражение в романе «Война и мир». В Мытищах работали над своими классическими полотнами известные художники В. Г. Перов («Чаепитие в Мытищах близ Москвы», «Сельский крестный ход на Пасху») и В. И. Суриков («Боярыня Морозова»).
- Зал 3 — Экспозиция третьего зала музея наглядно представляет историю Мытищ конца XIX — начала XX века. Внимание посетителей привлекает один из первых экспонатов музея картина художника В. Зотова, запечатлевшего село Б. Мытищи в 1875 году, а также полотно А.Соловьева «Станция Мытищи в 1888 году». Уникальная коллекция кирпичей с клеймами рассказывает об истории первых мытищинских кирпичных заводов. В подлинных документах представлена история Мытищинского вагоностроительного завода (ныне «Метровагонмаш» и ММЗ), основателями которого были С. И. Мамонтов, К. Д. Арцыбушев, А. В. Бари. Коллекция открыток 1911−1914 годов сохранила живописные виды бывшего дачного поселка, основанного в конце XIX века знаменитыми чаеторговцами Перловыми.
- Зал 4 — Завершает исторический раздел экспозиции зал Великой Отечественной войны (1941—1945 годы), рассказывающий о подвигах мытищинцев в это тяжелое и героическое время. Многие материалы связаны с боями на Лобненском рубеже обороны г. Москвы в ноябре-декабре 1941 года.
- Зал 5 — В залах, посвященных культуре и искусству Мытищинского края, представлены художественное литье, сувениры, а также изделия народных художественных промыслов. В Мытищинском районе находятся два всемирно известных центра русского народного искусства — Федоскино и Жостово, имеющие двухвековую историю. Федоскинская лаковая миниатюра (Федоскино) — красочные шкатулки, ларцы, жостовские металлические подносы, украшенные неповторимыми по изяществу и колориту цветочными композициями вызывают чувство восхищения. (Жостово).
- Зал 6 — мемориальные залы поэтов Дмитрия Кедрина и Николая Глазкова, где представлены личные вещи, редкие издания, рукописи поэтов. Здесь же собраны книги современных поэтов-мытищинцев, входящих в ЛИТО имени Дм. Кедрина.
- Зал 7 — Мемориальный зал-мастерская художника Виктора Попкова открыт 1989 году. В нем собраны художественные произведения, в том числе эскизы к наиболее известным картинам — «Строители Братской ГЭС», «Двое», личные вещи живописца.